# Eduardo da Conceição Maciel
Eduardo da Conceição Maciel (sinh ngày 12 tháng 11 năm 1986) là một cầu thủ bóng đá người Brasil.

## Sự nghiệp câu lạc bộ
Eduardo da Conceição Maciel đã từng chơi cho Nagoya Grampus Eight.

## Thống kê câu lạc bộ

### J.League
| Đội                  | Năm       | J.League | J.League | J.League Cup | J.League Cup | Tổng cộng | Tổng cộng |
| Đội                  | Năm       | Trận     | Bàn      | Trận         | Bàn          | Trận      | Bàn       |
| -------------------- | --------- | -------- | -------- | ------------ | ------------ | --------- | --------- |
| Nagoya Grampus Eight | 2005      | 2        | 0        | 2            | 0            | 4         | 0         |
| Tổng cộng            | Tổng cộng | 2        | 0        | 2            | 0            | 4         | 0         |